# Xomapa
Xomapa är en ort i Mexiko.   Den ligger i kommunen Coyomeapan och delstaten Puebla, i den sydöstra delen av landet, 260 km sydost om huvudstaden Mexico City. Xomapa ligger 2 275 meter över havet och antalet invånare är 258.
Terrängen runt Xomapa är varierad, och sluttar söderut. Runt Xomapa är det ganska tätbefolkat, med 72 invånare per kvadratkilometer. Närmaste större samhälle är San Gabriel Casa Blanca, 18,8 km sydväst om Xomapa. I omgivningarna runt Xomapa växer i huvudsak blandskog.